# Hong Kong Open 1998
L'Hong Kong Open 1998  è stato un torneo di tennis giocato sul cemento. È stata la 23ª edizione dell'Hong Kong Open, che fa parte della categoria International Series nell'ambito dell'ATP Tour 1998.  Il torneo si è giocato a Hong Kong in Cina, dal 6 al 12 aprile 1998.

## Campioni

### Singolare maschile
Kenneth Carlsen ha battuto in finale  Byron Black con il punteggio di 6–2, 6–0

### Doppio maschile
Byron Black /  Alex O'Brien hanno battuto in finale  Neville Godwin /  Tuomas Ketola con il punteggio di 7–5, 6–1